# フルーツ (アイドルユニット)
フルーツは、日本の女性歌手ユニットである。2008年にデビューし、翌年までの短い期間の活動であったが、同年洋楽チャート1位楽曲「キャラメルダンセン」の邦訳歌唱を先駆けて行うなどの足跡を残した。

## 来歴
2007年
- 12月24日 - 日本テレビ系で放送されたオーディション番組『歌スタ!!』において、少女ファッション雑誌『ピチレモン』との連動企画で5人組アイドル「ピチレモンユニット」を選抜するオーディションが行なわれる。ソロとしては合格したものの、ユニットには選抜されなかった少女4名を集めて「裏ピチモユニット（裏ピチ）」が結成され、デビューを目指すこととなった[2][3]。

2008年
- 2月25日 - 日本テレビ系オーディション番組『歌スタ!!』において、最終プレゼンに臨む。「裏ピチ」は『恋のセゾン』を歌唱して合格するものの、「ピチレモンユニット」は不合格となり、結果的に敗者が復活してデビューすることが決定した[4]。
- 4月18日 - 「裏ピチ」のユニット名が『フルーツ』に決まる。この命名は、みずみずしく新鮮な果実のような彼女達のイメージに由来する[5]。平均年齢は13歳であった。
- 5月26日 - 日本テレビ系『歌スタ!!』に出演する。
- 7月7日 - 日本テレビ系『歌スタ!!』に出演する。
- 7月16日に日本テレビ系『歌スタ!!』メジャーデビュー第21弾として、デビューシングル『恋のセゾン/ウッーウッーウマウマ(゜∀゜)』がPONY CANYONから発売される。スウェーデンの大ヒット曲「キャラメルダンセン」の日本語空耳訳表題「ウッーウッーウマウマ(゜∀゜)」として、国内初収録アーティストとなった[1]。日本園芸農業協同組合より全国初の『くだもの大使』に任命される。
- 7月28日 - 日本テレビ系『歌スタ!!』にて、デビューに至るまでの軌跡が放映される。担当音楽プロデューサーからヒット祈願とメンバーの結束力を高めるために「七面山」の登山が提案され、メンバー全員で成し遂げることでユニット活動の一歩を踏み出した[6]。
- 8月19日 - 文化放送『くにまるワイドごぜんさま〜』「ラジオに出たい人、いらっしゃ〜い!」に出演[7]。
- 8月23日 - 『東京ミッドタウン納涼祭2008』において、『くだもの大使』任命式とミニライブ・サイン会が行われた[8]。
- 10月23日 - 携帯専用サイト『プチゲー』でブログを開始。
- 11月7日 - 11月9日 - TBS赤坂サカス・サカス広場にて『元気!2008 健康日本21 〜健やか生活習慣国民運動〜』（主催：厚生労働省）が「適度な運動」「適切な食生活」「禁煙」をテーマに開催され、同期間開催された『元気2008 in Sacas』では、8日夕方NPO法人・青果物健康推進協会・ベジフルセブンの林芙美とトークショーに出演した。全国の小学校で食育活動を展開しているベジフル・ティーチャーを指導している林から食の大切さを学んだ[9][10]。
- 11月9日 - 10時～16時にお台場レインボータウン（フジテレビ前）特設会場にて、『第1回痛Gふぇすた2008inお台場』（主催：芸文社 痛Gふぇすた事務局）展示車両は痛車・痛単車・痛チャリが全国から500台を集めて行われた。EXIT TUNESの総力を挙げ、真っ赤なフェラーリを『ウッーウッーウマウマ(゜∀゜)』仕様にした痛車もブースに出展した。浜田ブリトニー、松澤ミキ、兵庫ゆかり、森永真由美、絶対領域少女、民安ともえ、フルムーンらと共にライヴを行なった[11]。14時 - 14時30分にはサイン会も実施された。
- 11月22日 - 16時53分 - 17時にラジオ大阪「桂春菜のだから土曜日」でゲスト出演した。
- 11月23日 - 9時 - 15時に大阪城公園太陽の広場にて、『OBCラジオ祭り「10万人のふれあい広場2008」みかん祭り』に出演した。みかん祭りは完売次第終了であったが、11時40分 - 12時にフルーツ・ライヴがメインステージにて行われた。12時10分 - 12時40分には撮影会がみかん祭りPRブースにて30名で行われた[12]。
- 12月28日 - 13時・16時にイオンモール水戸内原専門店街1階メインコートにて、『「歌スタ!!」祭り!! in イオンモール水戸内原』にメジャーデビューを果たした森永真由美・兵庫ゆかりとともに出演。サイン・握手会を行った。

2009年
- 4月11日 - 13時～15時30分にイクスピアリ・セレブレーションプラザにて、春旬メロンフェア（主催：サカタのタネ）に出演。
- 7月18日 - メンバーがブログでデビュー1周年を祝う。
- 7月末をもって活動を停止。
- 10月2日 活動停止が公式告知される。

## ユニット参加メンバー
| 名前   | 本名     | よみ            | 生年月日（年齢）       | 出身地   | 備考 | 担当         |
| ------ | -------- | --------------- | ---------------------- | -------- | --- | ------------ |
| MIDORI | 阿部川緑 | あべかわ みどり | 1996年11月11日（28歳） | 東京都   | 趣味はダンス、歌うこと、 マリンスポーツ、ウィンタースポーツ 特技は琴、和太鼓、書道 泣き虫だけど負けん気は人一倍強い | ボーカル担当 |
| MIYU   | 竹内美宥 | たけうち みゆ   | 1996年1月12日（29歳）  | 東京都   | AKB48・9期生 趣味はダンス、作曲 特技はクラシックバレエ、ピアノ しっかり者の優等生                                   | ボーカル担当 |
| NINA   | 福留仁菜 | ふくどめ にな   | 1995年11月15日（29歳） | 大阪府   | 趣味・特技はバレーボール みんなを盛り上げるムードメーカー                                                           | ボーカル担当 |
| MEGUMI | 吉田萌美 | よしだ めぐみ   | 1991年2月2日（34歳）   | 神奈川県 | 趣味は帽子集め 特技は、モダンバレエ、ジャズダンス、 ヒップホップダンス、フルート 最年長のリーダー的存在             | ボーカル担当 |

## ディスコグラフィー

### アルバム
1. 『恋のセゾン』（2008年7月16日発売。PONY CANYON / EXIT TUNES QWCE-20002 JAN:4582275370669）
  - 音楽プロデューサー、DJ UTO。
  - 楽曲提供作家、崎谷健次郎、DJ UTO、three tight b、m.c.A・T。

### 収録曲
1. 恋のセゾン / フルーツ
2. ユメ 〜春風満帆〜 / MIDORI
3. natsu / MIYU
4. ナミアゲハ / NINA
5. Winter Plan / MEGUMI
6. 恋のセゾン（カラオケ） / フルーツ
7. ウッーウッーウマウマ(ﾟ∀ﾟ) / フルーツ

『歌スタ!!』オーディションで合格した少女4名に、作家4名が「春夏秋冬」をテーマに楽曲を書き上げ、それらをDJ UTOがメガミックスしたのが「恋のセゾン」である。日本テレビ系『歌スタ!!』2008年7月度オープニングテーマ。日本テレビ系『ロンQ!ハイランド』2008年4・5月度エンディングテーマ。仕様はエンハンスドCDミニアルバム。発売元はGENERATOR TUNESで、販売元がPONY CANYONである。